# Bonatytan
Bonatytan (znaczy „tytan Bonapartego”, na cześć argentyńskiego paleontologa José Fernando Bonapartego) – rodzaj niedużego, lekko zbudowanego zauropoda żyjącego w późnej kredzie na terenach dzisiejszej Argentyny. Prawdopodobnie miał około 6 metrów długości, 1,5 metra wysokości oraz ważył około 2 tony. Szczątki tego dinozaura (dwa niekompletne szkielety) znaleziono w formacji Allen oraz w formacji Rio Colorado leżących koło Bajo de Santa Rosa w prowincji Río Negro. Typowy gatunek B. reigi został opisany w 2004 roku przez Martinellego i Forasiepiego, na podstawie puszki mózgowej oraz kilku kręgów ogonowych. Bonatytan jest uważany za prymitywnego przedstawiciela Saltasauridae, rodziny należącej do tytanozaurów.